# 阿雷瓦洛德拉谢拉
阿雷瓦洛德拉谢拉，是西班牙卡斯蒂利亚-莱昂索里亚省的一个市镇。总面积40平方公里，总人口89人（2001年），人口密度2人/平方公里。